# Шавельское восстание (1769)
Шавельское восстание 1769 года — выступление крестьян Шавельской экономии против угнетения.

## Предпосылки
Недовольство крестьян началось из-за увеличения в экономии чинша и введения фольварочной системы хозяйствования.
Инициатором нововведений в хозяйственной системе выступил подскарбий Антоний Тизенгауз, который управлял экономией в 1765 году.
В 1768 — 1769 годах жители 27 деревень лишились своих земельных наделов, на которых был создан 21 фольварк. За каждую ¼ волоки крестьяне вынуждены были отрабатывать 2 дня в неделю. Широко практиковался принудительный труд на мануфактурах, запрещалась торговая и предпринимательская деятельность. Положение крестьян ухудшилось в результате неурожая в 1768 году. Администрация экономии принудительно взимала налоги. За неуплату у крестьян отнимался скот, карались розгами.
Началу восстания посодействовала борьба против королевской власти Барской конфедерации.

## Восстание
Восстание началось 13 июля 1769 года, когда недовольные крестьяне разогнали администрацию в местечке Жегары и завладели имуществом администрации и кассой. К восстанию присоединились жители соседних населенных пунктов. Крестьяне отказывались выполнять повинности, арестовывали урядников экономии. Мятежники избрали себе новое руководство: дворянина-учителя С. Александровича, войтов М. Павгу, Я. Радвила, Я. Маргелиса, дворянина И. Кудревича. Среди требований повстанцев были назначение новой администрации, упразднения фольварков, отмена упряжной повинности, принудительный труд на мануфактурах, телесные наказания. Руководители повстанцев публично осудили 12 служащих экономии, три из которых были заключены под стражу. Всего в волнениях участвовало около 5 тысяч крестьян. Лишь немногие имели на вооружении огнестрельное оружие.
В октябре 1769 года в экономию вошли правительственные войска, что привело к прекращению крестьянских выступлений. 5 руководителей восстания были приговорены к смертной казни.
12 января 1770 года Павга и Радвил были казнены. По решению короля С. Язовский, Т. Мартыновский и Маргелис наказаны розгами и брошены в тюрьму на пожизненный срок. Были наказаны и другие участники восстания. Крестьянские повинности были временно уменьшены.